# Metasphenisca grandidieri
Metasphenisca grandidieri är en tvåvingeart som först beskrevs av Mario Bezzi 1924.  Metasphenisca grandidieri ingår i släktet Metasphenisca och familjen borrflugor.
Artens utbredningsområde är Madagaskar. Inga underarter finns listade i Catalogue of Life.